# Діордіца Ігор Олександрович
І́гор Олекса́ндрович Діорді́ца — молодший сержант Збройних сил України. Учасник російсько-української війни.

## Життєпис
Після проходження строкової служби в армії закінчив педагогічний інститут і почав шукати собі роботу. Якось, гуляючи центром міста, разом зі своїм армійським другом Максимом Трачуком зайшли у військкомат і вирішили записатись на контракт. Після початку Антитерористичної операції на сході України разом поїхали на передову й опинились в одному підрозділі.

### Бойовий шлях
6 серпня 2014 року з Донецької прокуратури надійшло повідомлення — про можливі правопорушення на блокпосту поблизу Первомайська. Для з'ясування обставин виїхали майор юстиції Михайло Кондратьєв, молодший сержант Ігор Діордіца, старший солдат Максим Трачук та водій-солдат Максим Алдошин. Біля села Опитне УАЗ, яким він керував, потрапив у засідку терористів.
Після цього Кондратьєв наказав їхати до селища Піски, неподалік залізничного мосту автомобіль потрапив під шквальний обстріл, вчинений терористами з лісосмуги — з обох боків дороги. Майор Кондратьєв зазнав смертельного поранення в голову, решта вояків — різного ступеня тяжкості. Алдошин, попри поранення, намагався від'їхати, при цьому кілька разів непритомнів. Зміг вивести автомобіль у безпечне місце, врятувавши цим життя двох бійців, що перебували в автомобілі. Молодший сержант Діордіца надавав медичну допомогу іншим воякам, бувши серйозно пораненим у шию; на трьох була лише одна ампула з ліками, уколи робили, доки не зламалася голка. Під обстрілом терористів рятувальники вивезли Трачука та Діордіцу. Максима, який відповз на 400 метрів від місця події, знайшли пізніше й важко пораненого доставили в лікарню міста Красноармійська. Алдошин помер у військовому шпиталі.

### Подальша доля
Після того бою Максим Трачук дуже довго лікувався й був комісований через поранення. Згодом був прийнятий на службу. Старший стрілець роти Миколаївського зонального відділу Військової служби правопорядку Південного територіального управління. Ігор півтора місяця провів у госпіталі й після місячної відпустки повернувся на службу. Працює помічником начальника групи охорони й патрульно-постової служби Миколаївського зонального відділу Військової служби правопорядку Південного територіального управління.

## Нагороди
- Орден «За мужність» III ступеня (27.11.2014)[2] — за особисту мужність і героїзм, виявлені у захисті державного суверенітету та територіальної цілісності України, вірність військовій присязі